# 勝女姫
勝女（かつめ、? - 寛文9年（1669年））は、伊達政宗の側室。於勝の方（おかちのかた）とも。

## 人物
伊達家譜代の家臣多田吉広の娘で、本名は勝子。16歳の時その美貌を認められ、佐々若狭に進められて腰元となって仙台城の奥に勤めることになったと伝わる。その美貌が政宗の目に止まって側室に上がり、産んだ子が千勝丸（後に一関藩主となる宗勝）である。他に女子の岑姫を産んでいる。寛文9年（1669年）没す。